# Санта-Прасседе (титулярная церковь)
Титулярная церковь Санта-Прасседе (лат. Titulus Sanctae Praxedis) —  титулярная церковь, была создана Папой Александром I около 112 года. Начиная с римского синода от 1 марта 499 года, он всегда присутствовал. Согласно каталогу Пьетро Маллио, составленному в период понтификата Папы Александра III, эта титулярная церковь была связана с базиликой Святого Лаврентия за городскими стенами, а её священники по очереди служили в ней мессу.
Титулярная церковь Пракседы впервые упоминается в надписи, найденной в катакомбах Святого Ипполита и датированной 489 годом, где упоминается пресвитер Аргирио. Документальные источники свидетельствуют о пресвитерах Челио Лоренцо и Пьетро, подписавших акты римского собора 499 года. Титул принадлежит базилики Санта-Прасседе, расположенной в районе Рима Монти, на Эсквилинском холме, виа Санта-Прасседе.

## Список кардиналов-священников титулярной церкви Санта-Прасседе
- Сильвано Антонио (?) — (318? — ?);
- Серрао Аквилео (или Серрано) (?) — (335? — ?);
- Домиций Лиго (?) — (387? — ?);
- Анний Лонго (?) — (421? — ?);
- Север Флавий — (475? — ?);
- Джинезий (?) — (478? — ?);
- Себастьян (?) — (482? — ?);
- Аргирий — (упоминается в 489 году)[1];
- Челио Лоренцо и Пьетро — (упомянуты в 499 году)[2];
- Лаврентий (?) — (515? — ?);
- Пётр — (530? — ?);
- Деусдедит и Авенций — (упомянуты в 595 году)[3];
- Паскуале Массими — (796 — 24 января 817, избран Папой Пасхалием I);
- Оттавио Эларио (или Эларий) — (829 — ?);
- Адимаро, O.S.B.Cas. — (1062 — около 1073);
- Бенедетто Као — (1073 — между 1077 и 1087);
- Дезидерий I — (после 1077 или 1087 — около 1099);
- Ламберто Сканнабекки ди Фаньяно, C.R.S.A. — (1099 — 1105), он выбрал другой титул[4];
- Роман — (1105 — 1112);
- Дезидерий II — (1115 — ок. 1138);
- Хрисогон, O.S.B. — (1138? — 1144?, до смерти);
- Убальдо Аллючиньоли, O.Cist. — (1141 — декабрь 1158, назначен кардиналом-епископом Остии и Веллетри);
- Гульельмо, C.R.S.M.R. — (сентябрь 1173 — 1173?, до смерти);
- Ридольфо Нигелли — (или Родольфо, или Радульфо, или Рауль) (1188 — 1189, до смерти);
- Руфино — (до 20 августа 1190 — до марта 1192, до смерти)[5] ;
- Соффредо Эррико Гаэтани — (1193 — 14 декабря 1210, до смерти);
- Джованни Колонна младший — (18 февраля 1212 — февраля 1245, до смерти);
- Анкеро Панталеон — (22 мая 1262 — 1 ноября 1286, до смерти);
- Юг Эслен де Бийом, O.P. — (in commendam 3 августа 1295 — 30 декабря 1298, до смерти);
- Николя Канье де Фреовилль, O.P. — (in commendam 1312 — 1313, до смерти);
- Рейно де Ла Порт — (in commendam 1 августа 1321 — август 1325, до смерти);
- Педро Гомес Барросо старший — (18 декабря 1327 — август 1341, назначен кардиналом-епископом Сабины);
- Жиль Риго, O.S.B. — (17 декабря 1350 — 10 сентября 1353, до смерти);
- Марко да Витербо, O.F.M.. — (18 сентября 1366 — 4 сентября 1369, до смерти);
- Педро Гомес Баррозо и Гарсия де Альборнос — (30 мая 1371 — 2 июня 1374, до смерти);
- Пьетро Пилео да Прата — (18 сентября 1378 — 10 ноября 1385, назначен кардиналом-епископом Фраскати);
- Томмазо Амманнати — (12 июля 1385 — 1391, назначен кардиналом-священником Сан-Клементе — псевдокардинал антипапы Климента VII);
  - Джакомо д’Итри — (ноябрь 1387 — 30 марта 1393, до смерти — псевдокардинал антипапы Климента VII);
  - Педро Фернандес де Фриас — (1396 — 23 сентября 1412, назначен кардиналом-епископом Сабины, in commendam 23 сентября 1412 — 26 июня 1419, назначен кардиналом-священником Санта-Чечилия — псевдокардинал антипапы Климента VII);
- Антонио Кальви — (12 июня 1405 — 2 июля 1409, назначен кардиналом-священником Сан-Марко);
- Анджело Барбариго — (in commendam 4 июля 1415 — 16 августа 1418, до смерти);
- Раймон Майроз — (27 мая 1426 — 21 октября 1427, до смерти);
- Жан Ле Жэн — (8 января 1440 — 1441, назначен кардиналом-священником Сан-Лоренцо-ин-Лучина);
- Ален де Куэтиви — (3 января 1449 — 7 июня 1465, in commendam (7 июня 1465 — 3 мая 1474, до смерти);
- Джованни Арчимбольди — (30 декабря 1476 — 2 октября 1488, до смерти);
  - Антонио Джентиле Паллавичини — (in commendam 23 марта 1489 — 20 сентября 1493);
- Антонио Джентиле Паллавичини — (20 сентября 1493 — 1 июля 1504, в отставке);
- Габриэле де Габриэлли — (11 сентября 1507 — 5 ноября 1511, до смерти);
- Кристофер Бейнбридж — (22 декабря 1511 —  14 июля 1514, до смерти);
- Антонио Мария Чокки дель Монте — (14 июля 1514 — 24 июля 1521, назначен кардиналом-епископом Альбано);
- Ипполито Медичи — (10 января 1529 — 3 июля 1532, назначен кардиналом-священником Сан-Лоренцо-ин-Дамазо);
- Томмазо де Вио, O.P. — (14 марта — 10 августа 1534, до смерти);
- Франческо Корнаро старший — (31 мая 1535 - 23 марта 1541, назначен кардиналом-священником Санта-Мария-ин-Трастевере);
- Филипп де Ла Шамбр, O.S.B. — (23 марта 1541 — 15 февраля 1542, назначен кардиналом-священником Санта-Мария-ин-Трастевере);
- Гаспаро Контарини — (15 февраля — 24 августа 1542, до смерти);
- Джованни Мария Чокки дель Монте — (11 октября 1542 — 5 октября 1543, назначен кардиналом-епископом Палестрины);
- Мигел да Силва — (5 октября 1543 — 27 июня 1552, назначен кардиналом-священником Сан-Марчелло);
- Кристофоро Гвидалотти Чокки дель Монте — (4 декабря 1551 — 27 октября 1564, до смерти);
- Карло Борромео — (17 ноября 1564 — 3 ноября 1584, до смерти);
- Николя де Пеллеве — (14 ноября 1584 — 28 марта 1594, до смерти);
- Алессандро Оттавиано Медичи — (27 апреля 1594 — 21 февраля 1600, назначен кардиналом-священником Санта-Мария-ин-Трастевере);
- Симеоне Тальявиа д’Арагонья — (21 февраля — 30 августа 1600, назначен кардиналом-священником Сан-Лоренцо-ин-Лучина);
- Антонио Мария Галли — (30 августа 1600 — 1 июня 1605, назначен кардиналом-епископом Фраскати);
- Оттавио Аквавива д’Арагона старший — (5 июня 1605 — 5 декабря 1612, до смерти);
- Бартоломео Чези — (7 января 1613 — 31 августа 1620, назначен кардиналом-священником Санта-Мария-ин-Трастевере);
- Роберто Беллармино, S.J. — (31 августа — 17 сентября 1621, до смерти);
- Франсуа д'Эскубло де Сурди — (13 октября 1621 — 8 февраля 1628, до смерти);
- Марчелло Ланте — (20 марта 1628 — 20 августа 1629, назначен кардиналом-епископом Палестрины);
- Роберто Убальдини — (20 августа 1629 — 22 апреля 1635, до смерти);
- Гвидо Бентивольо — (7 мая 1635 — 28 марта 1639, назначен кардиналом-священником Санта-Мария-ин-Трастевере);
- Джулио Рома — (28 марта 1639 — 13 июля 1644, назначен кардиналом-епископом Фраскати);
- Эрнст Адальберт фон Гаррах — (13 июля 1644 — 18 июля 1667, назначен кардиналом-священником Сан-Лоренцо-ин-Лучина);
- Джулио Габриэлли старший — (18 июля 1667 — 14 ноября 1667, назначен кардиналом-священником Сан-Лоренцо-ин-Лучина);
- Вирджинио Орсини, O.B.E. — (14 ноября 1667 — 30 января 1668, назначен кардиналом-священником Сан-Лоренцо-ин-Лучина);
- Альдерано Чибо — (30 января 1668 — 13 сентября 1677, назначен кардиналом-священником Сан-Лоренцо-ин-Лучина);
- Луиджи Омодеи старший — (13 сентября 1677 — 8 января 1680, назначен кардиналом-священником Сан-Лоренцо-ин-Лучина);
- Пьетро Вито Оттобони — (8 января 1680 — 1 декабря 1681, назначен кардиналом-епископом Сабины);
- Франческо Альбицци — (1 декабря 1681 — 5 октября 1684, до смерти);
- Дечио Аццолино младший — (13 ноября 1684 — 8 июня 1689, до смерти);
- Джулио Спинола — (29 октября 1689 — 11 марта 1691, до смерти);
- Франческо Майдалькини — (23 июля 1691 — 13 июня 1700, до смерти);
- Галеаццо Марескотти — (21 июня 1700 — 30 апреля 1708, назначен кардиналом-священником Сан-Лоренцо-ин-Лучина);
- Фабрицио Спада — (30 апреля 1708 — 19 февраля 1710, назначен кардиналом-епископом Палестрины);
- Бандино Панчатики — (19 февраля 1710 — 21 апреля 1718, до смерти);
- Франческо Барберини младший — (11 мая 1718 — 3 марта 1721, назначен кардиналом-епископом Палестрины);
- Джузеппе Сакрипанте — (3 марта 1721 — 31 июля 1726, назначен кардиналом-священником Сан-Лоренцо-ин-Лучина);
- Филиппо Антонио Гуалтерио — (31 июля 1726 — 21 апреля 1728, до смерти);
- Лодовико Пико делла Мирандола — (24 апреля 1728 — 9 апреля 1731, назначен кардиналом-епископом Альбано);
- Антонио Феличе Дзондадари — (9 апреля 1731 — 23 ноября 1737, до смерти);
- Джорджо Спинола — (16 декабря 1737 — 3 сентября 1738, назначен кардиналом-епископом Палестрины);
- Луис Антонио де Бельюга-и-Монкада, Orat. — (3 сентября 1738 — 22 февраля 1743, до смерти);
- Анджело Мария Квирини, O.S.B.Cas. — (11 марта 1743 — 6 января 1755, до смерти);
- Доменико Сильвио Пассионеи — (17 февраля 1755 — 12 февраля 1759, назначен кардиналом-священником Сан-Лоренцо-ин-Лучина);
- Джакомо Одди — (12 февраля 1759 — 21 марта 1763, назначен кардиналом-священником Сан-Лоренцо-ин-Лучина);
- Карло Витторио Амедео делле Ланце — (21 марта 1763 — 18 июля 1783, назначен кардиналом-священником Сан-Лоренцо-ин-Лучина);
- Виталиано Борромео — (15 декабря 1783 — 7 июня 1793, до смерти);
- Франческо Саверио де Дзелада — (17 июня 1793 — 19 декабря 1801, до смерти);
- Антонио Дуньяни — (23 декабря 1801 — 3 августа 1807, назначен кардиналом-епископом Альбано);
- Карло Беллизоми — (18 сентября 1807 — 9 августа 1808, до смерти);
  - вакансия (1808 — 1814);
- Джованни Филиппо Галларати Скотти — (26 сентября 1814 — 21 декабря 1818, in commendam 21 декабря 1818 — 6 октября 1819, до смерти);
  - вакансия (1819 — 1823);
- Франческо Серлупи Крешенци — (16 мая 1823 — 6 февраля 1828, до смерти);
- Антонио Доменико Гамберини — (21 мая 1829 — 18 февраля 1839, in commendam 18 февраля 1839 — 25 апреля 1841, до смерти);
- Паоло Полидори — (12 июля 1841 — 23 апреля 1847, до смерти);
- Луиджи Ванничелли Казони — (4 октября 1847 — 21 апреля 1877, до смерти);
- Эдоардо Борромео — (28 марта 1878 — 30 ноября 1881, до смерти);
- Анджело Бьянки — (15 марта 1883 — 24 мая 1889, in commendam 24 мая 1889 — 22 января 1897, до смерти);
- Томмазо Мария Дзильяра, O.P. — (1 июня 1891 — 6 января 1893, назначен кардиналом-епископом Фраскати);
- Гаэтано Алоизи Мазелла — (16 января 1893 — 22 ноября 1902, до смерти);
- Рафаэль Мерри дель Валь-и-Сулуэта — (12 ноября 1903 — 26 февраля 1930, до смерти);
- Раффаэле Росси, O.C.D. — (3 июля 1930 — 17 сентября 1948, до смерти);
  - вакансия (1948 — 1953);
- Пьетро Чириачи — (29 октября 1953 — 26 сентября 1964, назначен кардиналом-священником Сан-Лоренцо-ин-Лучина);
- Оуэн Маккенн — (25 февраля 1965 — 26 марта 1994, до смерти);
- Поль Пупар — (29 января 1996 — по настоящее время).